# Ashalchi Oki
Ashalchi Oki (en ruso: Ашальчи Оки), seudónimo de Akilina Grigorievna Vekshina (en ruso: Акилина Григорьевна Векшина; Kuzebaevo, raión de Grajovsky, República de Udmurtia, 4 de abril de 1898 - Alnashi, raión de Alnashsky, República de Udmurtia, 31 de octubre de 1973) fue la primera poetisa rusa en udmurto.

## Biografía
Nació en la república de Udmurtia en el seno de una familia de campesinos. Estudió en la escuela local de Grajovsky y en la escuela central de Vot. A los 16 años comenzó a trabajar como profesora en Karlygan, en la República Autónoma Socialista Soviética de Mari. En esos años conoció a Kuzebai Gerd, un conocido poeta en ese momento, que tendría una gran influencia en Oki. En 1919 comenzó sus estudios de medicina en la universidad de Kazán. A partir de 1928 hasta el fin de su vida trabajaría de oftalmóloga.
Como médico, fue cirujana en el frente durante la Segunda Guerra Mundial, trabajo por el que recibió numerosas condecoraciones.
Fue desmobilizada con el rango de capitán en octubre de 1946. Poco después, en la aldea de Yukamenskoye, donde trabajaba de oftalmóloga, se casó con el agricultor I. Karachev, con el que tuvo un hijo. La familia se trasladó a Alnashi, donde trabajaría hasta su jubilación. Falleció en Alnashi el 31 de octubre de 1973. Su casa se conserva como museo que forma parte del Museo histórico y literario del raión de Alnashi. La casa se puede visitar virtualmente en la página web del museo.

## Obra
La obra de Oki incluye artículos periodísticos, ensayos e historias para niños, pero es conocida principalmente por su poesía, que han sido convertidas en canciones y han sido traducidas a diversas lenguas de Rusia y al francés por Jean-Luc Moreau.
Comenzó a publicar su poesía en 1918, en los periódicos locales Виль синь y Гудыри. Sus poemas incluían traducciones al udmurto, como la que realizó para el poema «Si la vida te engaña» de Pushkin. Su poesía refleja el oscuro y triste pasado de su pueblo, pero también su alegría y su fe en un futuro mejor.
En 1925 publicó su primer libro de poemas, Al lado del camino. En 1928 escribió el libro de poemas Sobre lo que canta una chica votiaca, que sería traducido al ruso por Kuzebai Gerd. En sus libros escribe desde el punto de vista de una joven tímida que trata de buscar su nuevo futuro, un punto de vista claramente femenino.
En 1933 fue detenida durante varios meses en dos ocasiones por el gobierno soviético en relación con el caso de Kuzebai Gerd, encarcelado por «nacionalismo», y dejó de escribir. No volvería a hacerlo hasta que los cambios introducidos por el XX Congreso del Partido Comunista de la Unión Soviética en 1956 la animaron de nuevo. Continuó su producción literaria hasta el final de su vida.